# Richard Kiprotich Sigei
Richard Sigei (* 11. Mai 1984) ist ein kenianischer Langstreckenläufer, der sich auf Straßenläufe spezialisiert hat.
2011 wurde er Zweiter beim Oelder Citylauf und Fünfter beim Lille-Halbmarathon, im Jahr darauf kam er beim Parelloop auf den dritten Platz.
2013 gewann er die 25 km von Berlin. Beim Portugal-Halbmarathon wurde er Vierter und beim Frankfurt-Marathon Neunter.
Richard Sigei wird von Volare Sports betreut.

## Persönliche Bestzeiten
- 10-km-Straßenlauf: 28:01 min, 1. April 2012, Brunssum
- Halbmarathon: 1:01:14 h, 3. September 2011, Lille
- 25-km-Straßenlauf: 1:13:34 h, 5. Mai 2013, Berlin
- Marathon: 2:10:23 h, 27. Oktober 2013, Frankfurt am Main